# Efeitos do furacão Dennis no Alabama
Os efeitos do furacão Dennis no Alabama, Estados Unidos, incluem 127 milhões de dólares em danos e três feridos. Dennis fez landfall no panhandle da Flórida como um furacão de categoria 3 na escala de furacões de Saffir-Simpson em 10 de Julho de 2005 antes de seguir sobre o Alabama como um furacão mínimo. Como preparativo para a chegada da tempestade, cerca de 500.000 pessoas receberam ordens de evacuação, e a Cruz Vermelha abriu 87 abrigos temporários. Como resultado, todas as estradas e rodovias ao sul da Intersate 65, entre Mobile e Montgomery, foram fechados.
O furacão Dennis causou danos moderados no Alabama, principalmente devido às rajadas moderadas de vento. Vários condados no estado relataram queda de árvores e de linhas de alta tensão, deixando um total de 280.000 pessoas sem o fornecimento de eletricidade. A queda de árvores também deixou várias rodovias de condado e estaduais temporariamente fechadas. A meteorologia máxima acumulada chegou a 325 mm perto de Camden. As rajadas de vento passaram de 110 km/h. Apesar dos danos, não houve fatalidades, embora fosse registrado três feridos. Além disso, um tornado não-confirmado destelhou completamente uma residência; equipes de resgate tiveram que retirar um homem ferido do interior da casa.

## História meteorológica e preparativos

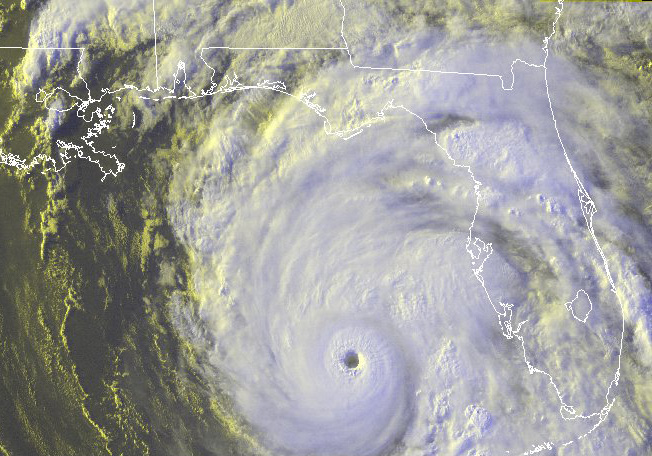
O furacão Dennis intensificando-se no golfo do México

Em 29 de Junho de 2005, uma onda tropical deixou a costa ocidental da África. O sistema organizou-se gradualmente em 2 de Julho e formou uma grande área de baixa pressão. O sistema continuou a se organizar e se tornou uma depressão tropical em 4 de Julho. Seguindo para oeste, o sistema se tornou uma tempestade tropical em 5 de Julho, e um furacão dois dias mais tarde. Dennis intensificou-se rapidamente, atingindo a intensidade de um furacão de categoria 4 antes de fazer landfall em Cuba. A tempestade enfraqueceu-se para um furacão de categoria 1 antes de seguir para o golfo do México e voltar a se intensificar.
Em 8 de Julho, um alerta de furacão foi posto em prática para as áreas costeiras entre a fozes dos rios Pearl e Steinhatchee. Durante o início da madrugada (UTC) de 9 de Julho, o alerta de furacão foi aumentado para um aviso de furacão devido à aproximação iminente de Dennis. No começo da madrugada (UTC) de 10 de Julho, antes de Dennis atingir a costa da Flórida, o aviso de furacão foi descontinuado para as áreas costeiras entre a fozes dos rios Steinhatchee  e Ochlocknee, deixando a costa do Alabama dentro da região compreendida pelo aviso. Apenas algumas horas antes do furacão atingir a costa, o aviso foi ajustado para incluir as áreas costeiras entre a divisa dos estados do Alabama e Mississippi, e Destin, Flórida. Mais tarde naquele dia, após o furacão ter atingido a costa, os avisos de furacão foram rebaixados para avisos de tempestade tropical, embora avisos de furacão em terra continuassem em vigor. Às 22:00 (UTC) daquele dia, todos os avisos e alertas de ciclone tropical foram descontinuados assim que o furacão prosseguia sobre terra.
Cerca de 500.000 pessoas receberam ordens de evacuação no estado, sendo que a maior parte morador de áreas costeiras. Os residentes do condado de Mobile e aqueles residentes ao sul da Interstate 10, no condado de Baldwin, foram ordenados a deixar suas casas. Ordens semelhantes foram declarados no Mississippi, em partes dos condados de Jackson, de Hancock e Harrison, e para áreas costeiras do panhandle da Flórida, entre os condados de Escambia e Bay.
Às 23:00 (UTC) de 9 de Julho, todas as pistas do lado sul da Interstate 65, entre Mobile e Montgomery, foram fechadas. O tráfego foi redirecionado e todas as pistas da autoestrada agora seguiam para o norte. Da mesma forma, instalações militares, tais como a Naval Air Station Pensacola, a Naval Air Station Whiting Field, a Eglin Air Force Base, o Hurlburt Field e a Tyndall Air Force Base, foram fechadas durantes os dias precedentes à chegada da tempestade. As autoridades da Cruz Vermelha abriram 87 abrigos temporários em todo o estado, sendo que cada abrigo era capaz de receber 14.000 pessoas.

## Impactos

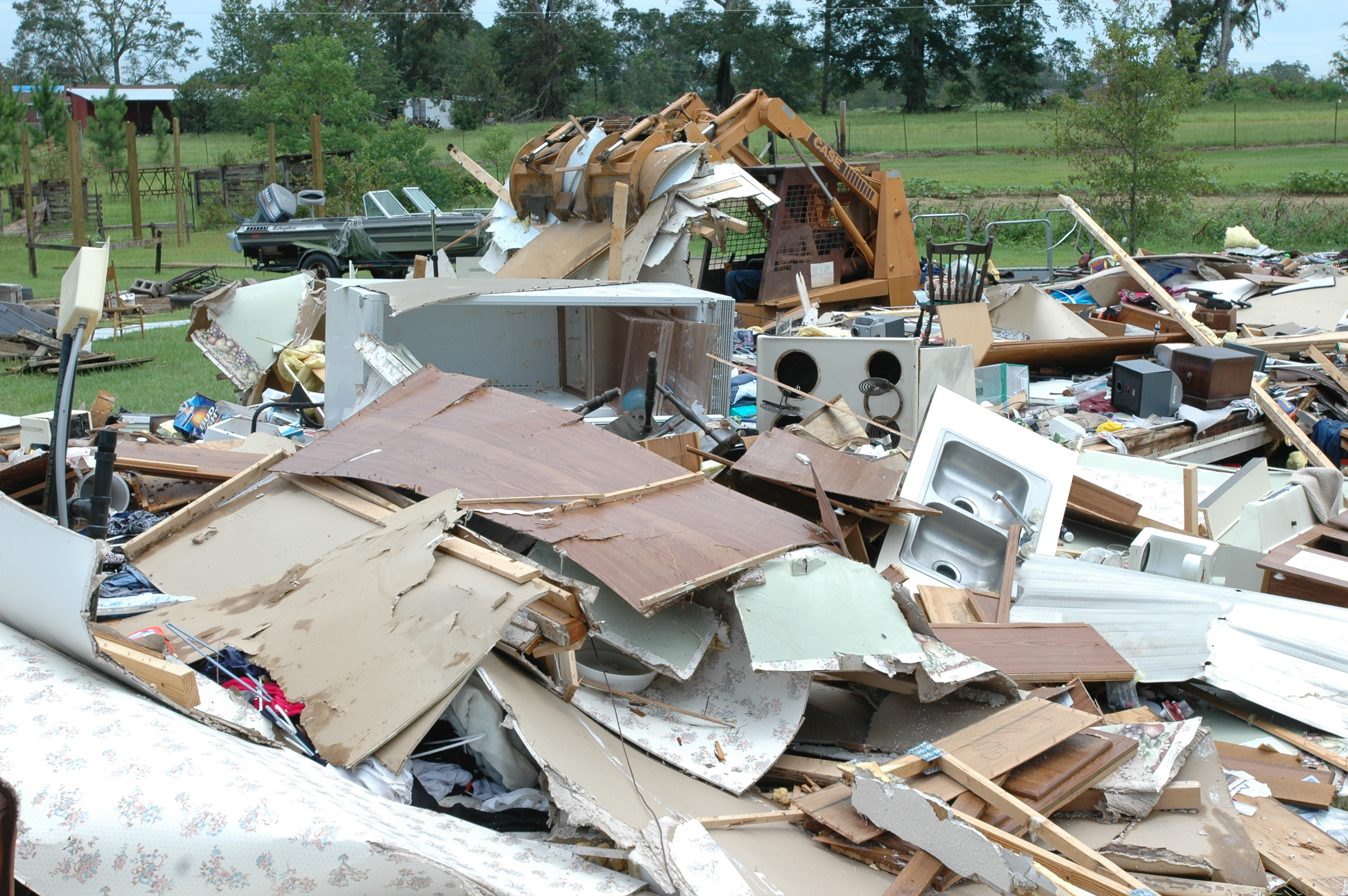
Casa totalmente destruída pelos ventos do furacão Dennis

Assim que o furacão Dennis seguia pelo estado, os ventos máximos sustentados chegaram a intensidade de um furacão mínimo no interior do estado. No total, 280.000 pessoas no Alabama ficaram sem o fornecimento de eletricidade durante a passagem da tempestade. Não houve nenhuma morte, embora Dennis tenha causado ferimentos em três pessoas.  O prejuízo econômico direto chegou a 127 milhões de dólares (valores em 2005); a maior parte dos danos ocorreram em construções. Também houve danos severos em plantações de algodão.
A precipitação acumulada variou de 50 a 100 mm, embora a precipitação acumulada em algumas áreas chegou a 325 mm. As chuvas causaram o transbordamento de vários rios, causando enxurradas generalizadas, com grandes danos em certas localidades. As águas das chuvas inundaram várias rodovias de condado e estaduais, sendo que em alguns pontos, o nível da água passou de 1,5 m. Partes da Interstate 20 ficaram inundadas, fechando temporariamente a autoestrada. No condado de Dallas, um deslizamento de lama fechou uma seção do Alabama State Route 5. No condado de Greene, pequenas enchentes foram relatadas ao longo do rio Tombigbee. Por toda a região, várias pontes foram levadas pela enxurrada e várias residências foram inundadas; em alguns casos, as enchentes causaram sérios danos em algumas residências.
A maré de tempestade variou de 91 cm a 2 m. A mais alta maré de tempestade foi registrada na baía de Mobile assim que o centro do furacão atingia a costa da Flórida.
Uma rajada de vento de 82 km/h foi registrada em Dothan, sendo que a pressão mínima registrada foi de 999,2 mbar.  Os piores danos associados a Dennis no Alabama ocorreram nos condados de Escambia e Monroe. Em Atmore, no condado de Escambia, 100 por cento dos residentes da cidade ficaram sem o fornecimento de eletricidade por um curto período de tempo durante a passagem do furacão. As rajadas de vento mais fortes ocorreram no condado de Escambia, onde as rajadas atingiram 110 km/h, deixando muitas construções e estruturas danificadas ou destruídas assim que o centro de Dennis seguia pelo oeste do condado. Um homem foi ferido pela queda de uma árvore. Além disso, um tornado não-confirmado destelhou completamente uma casa, forçando as equipes de resgate a retirarem um homem do interior da residência. No condado de Coffee, as autoridades locais relataram que uma garagem foi virada contra a parede de uma casa. O condado de Marengo teve danos moderados, limitada principalmente a interrupções do fornecimento de eletricidade e de avarias a telhados devido à queda de árvores e de linhas de alta tensão. Muitas famílias ficaram sem o fornecimento de eletricidade e vários condados foram cobertos com entulhos. Uma pessoa foi ferida no condado de Dallas quando uma árvore caiu em seu carro. Cinco residências e uma loja foram danificadas pelos fortes ventos e milhares de pessoas de todo o condado ficaram sem o fornecimento de eletricidade. O condado de Greene relatou centenas quedas de árvores e de linhas de alta tensão; as rodovias de condado 148 e 20, e as State Routes 11, 43 e 14 tiveram que ser fechadas temporariamente. Em Forkland, uma casa-móvel incendiou-se quando uma linha de alta tensão caiu sobre ela. Um motorista bateu contra uma árvore caída em Boligee; o motorista não sofreu ferimentos. No condado de Perry, 2.200 residências ficaram sem o fornecimento de eletricidade por várias horas, além de várias residências e veículos sofrerem danos. Uma construção pegou fogo no condado de Russell; acredita-se que o motivo do incêndio seja a queda de linhas de alta tensão.

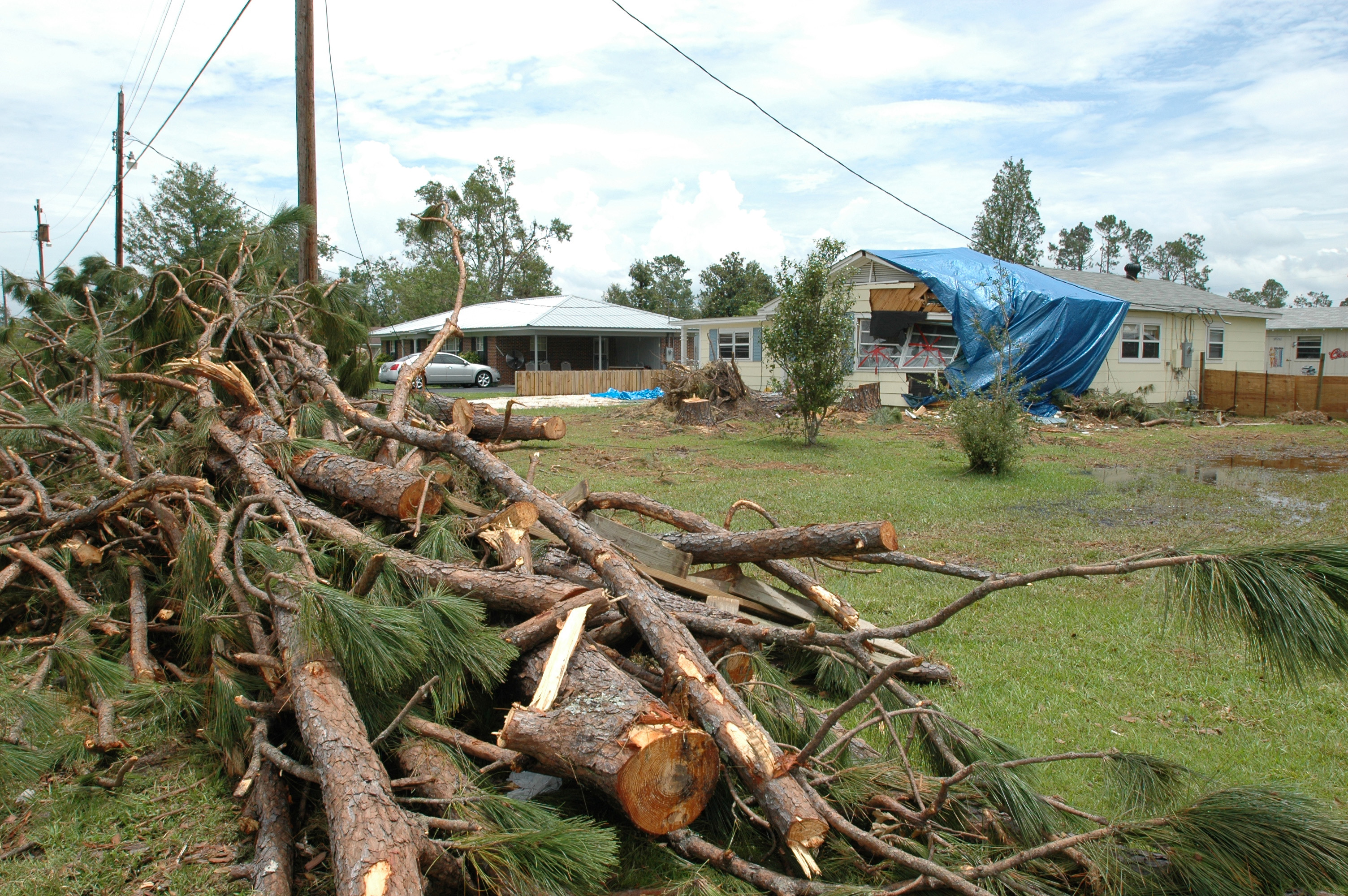
Casas danificadas por queda de árvores devido aos ventos fortes no Alabama

As rajadas de vento no condado de Autauga passaram de 80 km/h, causando 180 000 dólares em prejuízos. A Igreja Metodista Unificada de Robinson Springs teve destelhamento parcial, no condado de Elmore; na região, várias outras residências também foram destelhadas.  Uma pessoa foi ferida no condado de Montgomery quando uma árvore caiu sobre seu veículo. Outra pessoa foi ferida quando ele bateu seu veículo contra uma árvore caída no condado de Clay. No condado de Randolph, outra construção se incendiou devido à queda de linhas de alta tensão.

## Após a tempestade

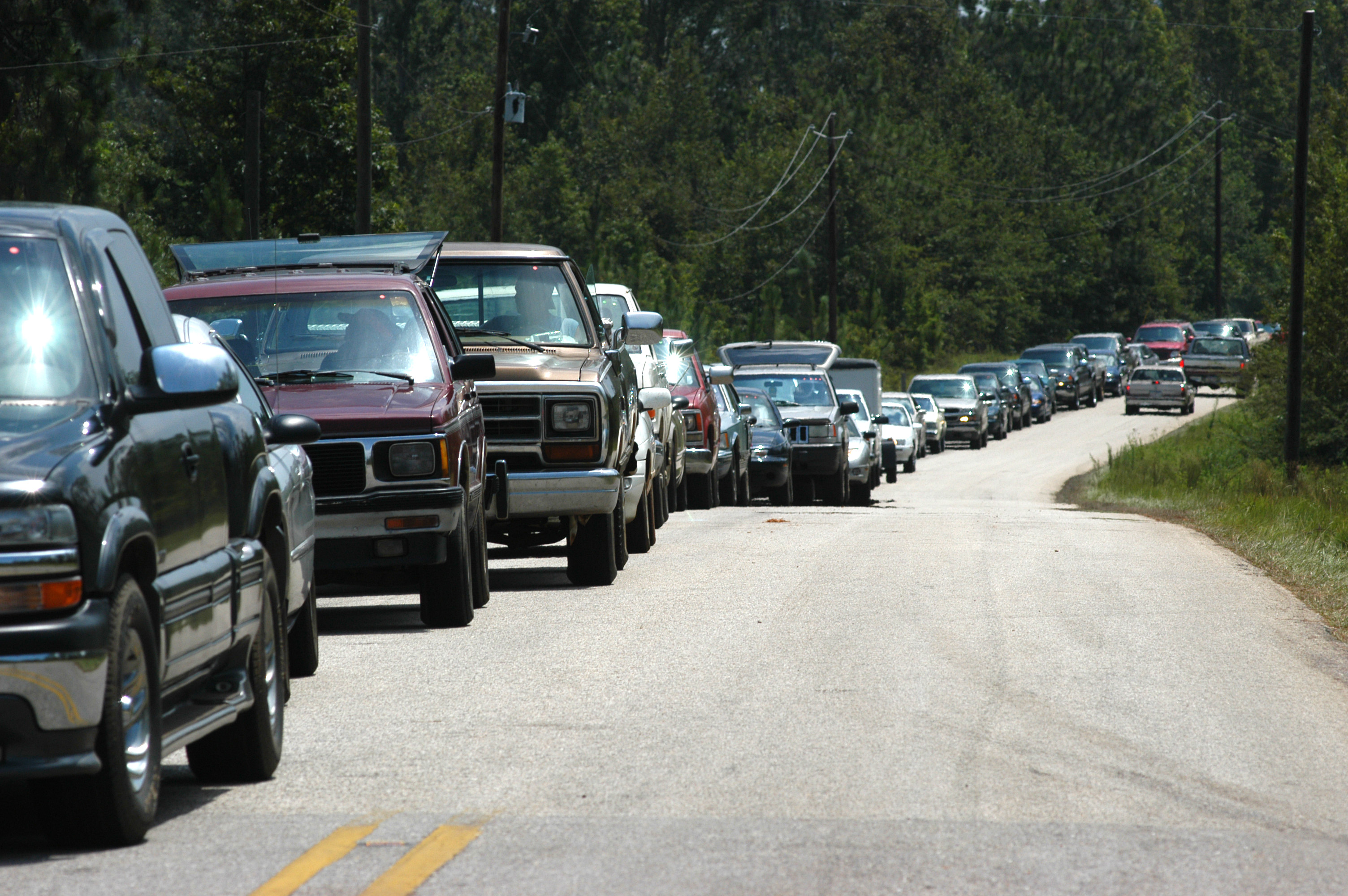
Residentes do condado de Escambia aguardando em fila o recebimento de água potável e de alimentos prontos

Em 10 de Julho, apenas algumas horas depois da tempestade atingir a costa do panhandle da Flórida, o presidente dos Estados Unidos, George W. Bush, ordenou ao governo federal a disponibilização de recursos e bens necessários para aliviar o desastre no estado, além de ajudar todas as pessoas afetadas pela tempestade. Além disso, 45 condados no estado receberam autorização para receber verbas federais para pagar 75 % dos custos aprovados, tanto para a remoção de entulhos, quanto pelos serviços emergenciais de proteção relacionadas com o furacão, incluindo a requisição de trabalho emergencial custeado pelo governo federal. Em 11 de Julho, o condado de Escambia juntou-se aos condados de Mobile e de Baldwin quanto à autorização de receber verbas federais para assistência individual.
Pouco depois, em 13 de Julho, dois centros de ajuda em desastres abriram para prover informações para aqueles que tiveram prejuízos. No dia seguinte, equipes de relações comunitárias estaduais e federais foram formadas para atuar nos condados onde tivesse sido declarado o estado de desastre, para ajudar residentes que tiveram alguma perda devido à passagem de Dennis. A Agência de Gerenciamento de Emergência do Alabama (AEMA) e o Departamento de Segurança da Agência Federal de Gerenciamento de Emergências (FEMA) tinham 20 especialistas federais de relações comunitárias, além de outros 20 especialistas estaduais, trabalhando nas áreas afetadas. Subsequentemente, outros três centros de ajuda em desastres foram programados para abrirem em 16 de Julho. Dias mais tarde, em 25 de Julho, quatro centros de ajuda em desastre estavam programados para fechar naquele dia. Em 19 de Agosto, mais de um mês depois da passagem de Dennis, mais de 4 milhões de dólares em fundos de assistência individual foram coletados pelas vítimas do furacão.